# Gonatas vanuatuensis
Gonatas vanuatuensis is een keversoort uit de familie Passalidae. De wetenschappelijke naam van de soort is voor het eerst geldig gepubliceerd in 1991 door Boucher.